# Fotbal v Československu
Fotbal v Československu patřil mezi nejpopulárnější sporty. Počátky fotbalu na území Československa se datují do 2. poloviny 19. století, největší rozmach však zažil po vzniku samostatného československého státu. Stěžejní organizací byl Československý svaz footballu, od roku 1923 jeden u členů FIFA. Již těsně po vzniku ČSR byly vyhlášeny oblasti zvané župy, kde se odehrávaly regionální turnaje a ligy. Po vzniku Protektorátu Čechy a Morava roku 1939 pak pokračoval rozvoj fotbalu, ale po vzniku Slovenského státu již odděleně od Slovenska. Mezi lety 1946 a 1948 byl hlavní organizací Československý fotbalový svaz. Po roce 1948 pak tento svaz přešel pod ČSTV. K 1. lednu 1993 pak byl rozdělen, stejně jako celý stát, také fotbalový svaz, který dále existuje odděleně na Slovensku a v Česku. Mezi nejlepší tým patřily pražské kluby AC Sparta a SK Slavia.

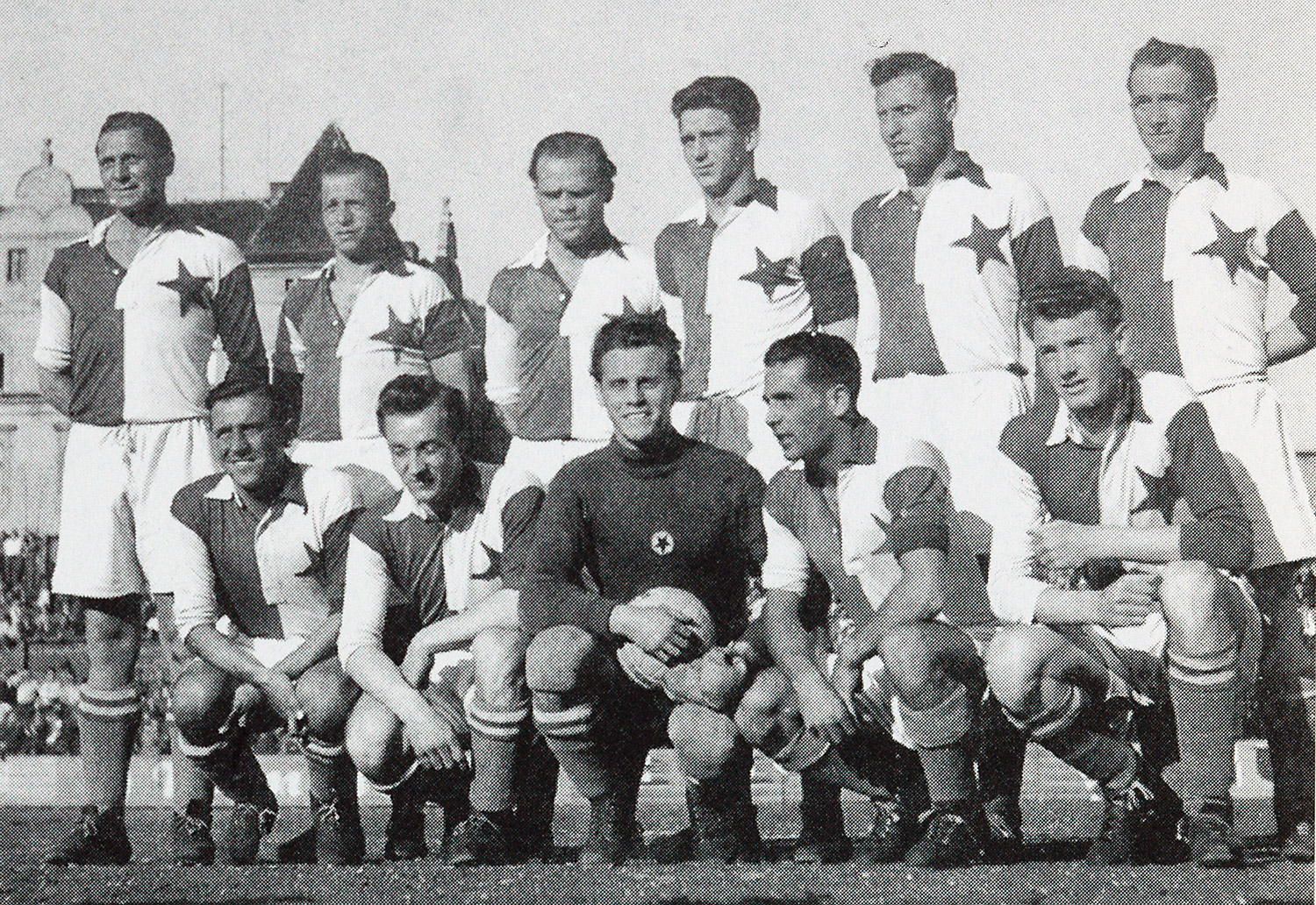
Tým SK Slavia Praha, jednoho z nejlepších československých klubů, v roce 1947.

Československo bylo na mezinárodních zápasech reprezentováno svou fotbalovou reprezentací, která se účastnila mistrovství světa (2 stříbrné medaile) a Evropy (1 zlatá medaile) i olympijských her (1 zlatá medaile). Poslední zápas odehrála reprezentace Československa roku 1993, ale již pod názvem Reprezentace Čechů a Slováků.